# Ole Riber Rasmussen
Pour les articles homonymes, voir Rasmussen.
Ole Riber Rasmussen, né le 28 septembre 1955 à Gladsaxe et mort le 11 février 2017, est un tireur sportif danois.

## Carrière
Ole Riber Rasmussen remporte la médaille d'argent aux épreuves de tir aux Jeux olympiques d'été de 1984 se tenant à Los Angeles en skeet. Il dispute aussi les épreuves de skeet des Jeux olympiques d'été de 1988 à Séoul, des Jeux olympiques d'été de 1992 à Barcelone et des Jeux olympiques d'été de 1996 à Atlanta, terminant respectivement 27e, 55e et 4e.